# Buda ostroma (1541)

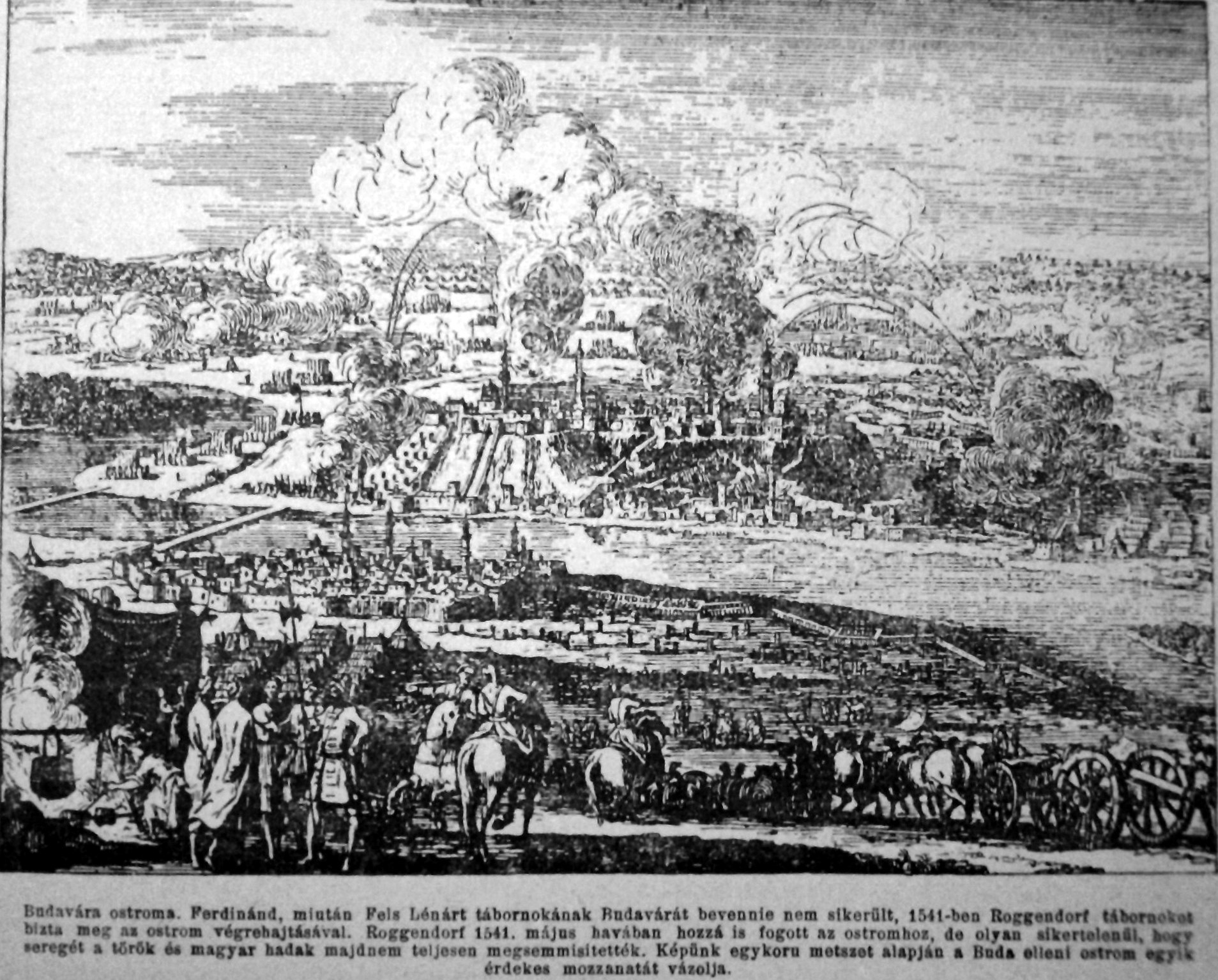
Buda ostroma (1541)

Buda ostroma 1541. május 4. és augusztus 21. között tartott. A Wilhelm von Roggendorf vezette rendkívül nagyszámú osztrák, német, cseh és magyar alakulatokból összetevődő hadsereg három hónapig próbálta elfoglalni a megerősített Budát és várát, ahol Szapolyai János özvegye, Izabella királyné az alig egyesztendős fiával, János Zsigmonddal tartózkodott. A vár védelmét Fráter György későbbi bíboros, Szapolyai kincstartója, tanácsosa és a csecsemő király gyámja, valamint enyedi Török Bálint dunántúli főkapitány vezették. A védők addig kitartottak, amíg az I. Szulejmán vezette török felmentősereg meg nem érkezett és meg nem semmisítette Von Roggendorf seregét. De a győzelemnek hatalmas ára lett, mert a szultán döntött Buda végleges megszállásáról, ahol is megszervezte az új tartományát, a Budai vilajetet, s Buda 1686-ig nem is szabadult fel a török iga alól.

## Előzmények
Budát 1530-ban már ostromolta egy osztrák sereg, akkor szintén Von Roggendorf vezette a harcot, de nem járt sikerrel. Noha a vár falai gyengék voltak, de jó elhelyezkedése nehezítette a vívását.
1534-ben a váradi püspökké lett György barát nem késlekedett megerősíttetni a várat, hogy megvédje egy újabb ellenséges támadástól, arra azonban nem számított, hogy emiatt később nem lehet visszafoglalni a töröktől.
1540-ben meghalt Szapolyai, de még halála előtt kiadta utolsó parancsát Fráter Györgynek és a többi hívének. Eszerint vessék el a váradi békében szabott feltételeket és ne bízzanak I. Ferdinánd osztrák főhercegben, ne adják át neki a Magyar Királyságot, és továbbra is tartsák fenn a szultánnal való szövetséget.
György barát engedelmeskedve királya parancsának ezt tette, és a király újszülött fia, János Zsigmond királlyá választását készítette elő, mire a főherceg Buda ellen küldte Leonard von Felst, aki azonban a fővárost nem tudta elfoglalni. A parancsnok még őrséget hagyott Pesten, amit a törökök próbáltak hasztalanul kiostromolni, így a pesti helyőrség előkészíthette Buda újabb ostromát.
1541 februárjában Ferdinánd jobbágytelkenként 1-1 forint adó behajtását rendelte el az újabb hadjáratra, és a magyar nemességet is közfelkelésre szólította fel.
A 22 éves Izabella királyné, aki megrettent a harctól, a Pestet irányító egyik magyar parancsnok útján üzenetet küldött Bécsbe, amelyben hajlandó volt György barát beleegyezése nélkül átadni a várat, de a barát erősebbnek bizonyult nála, aki így szándékát nem tudta megvalósítani. Közben Isztambulban is készültek a seregek, hogy rátörjenek Ausztriára és a Ferdinánd-párti ún. királyi Magyarországra, de csapatai csak a Szerémségig meneteltek.

## Az ostrom
Április elején Ifjabb Niklas Salm vezetésével 50 naszád és egy alsó-ausztriai hadtest már hadműveletekbe fogott, hogy Buda utánpótlását elvágja. A Buda ellen indítandó sereg élére Von Roggendorfot állította, miután Von Fels kudarccal járt. Ellenben Von Roggendorf felmérve saját harci tapasztalatait és egészségi állapotát, könyörgött a főhercegnek, hogy váltsa le tisztjéről, mert Buda alatt egyszer már pórul járt. Azonkívül Von Roggendorf sosem tudott összhangot teremteni sem tisztjeivel, sem katonáival. Végül néhány hónapra elvállalta a hadsereg vezetését.
Április közepén már hírek érkeztek, hogy a török Ausztria ellen készül, ezért gyorsan el kellett foglalni Budát. Serédy Gáspár felső-magyarországi kapitány Von Roggendorf támadását előkészítendő, elfoglalta Tokajt.
Laszky Jeromos, a korábban Szapolyai oldalán álló portai követ egyre fenyegetőbb híreket küldött Konstantinápolyból Bécsbe.
Még abban a hónapban Török Bálint Dombóvár ellen vonult, amely Ferdinánd mellett állt.

### A szembenálló erők
Ferdinánd május első napjaiban Regensburgba utazott Frangepán Ferenc érsekkel. A főherceg arra kérte a német rendeket, hogy adjanak hadsereget Buda ostromára. Frangepán beszédeiben azzal érvelt, hogy a török dühe Németországot is fenyegeti. A külpolitikai helyzet Ferdinánd javára állott, mert testvérbátyjának, V. Károly német-római császárnak a hatalma erősödni látszott I. Ferenc francia királlyal szemben, aki Szulejmán szövetségese volt. A regensburgi birodalmi gyűlést meggyőzték a főherceg és az érsek érvei, ezért kétezer lovas és tízezer gyalogos zsoldjára való pénzt szavaztak meg, ami mint mindig lassan folyt be. V. Károly nem támogatta Buda elfoglalásának tervét, sokkal inkább egy algíri hadjáratot tartott előbbre valónak.
A rövidesen összeálló sereg 12 ezer osztrák és cseh gyalogost, 6800 német lovast és Perényi Péter vezetésével 8000 magyar lovast számolt, ehhez jöttek a dunai naszádok, amelynek legénysége kétezer főre rúgott, részben olaszokból és dalmátokból, akiket a Raguzai és a Velencei Köztársaságtól kölcsönöztek (a két állam a következő évben végrehajtott ostromhoz is küldött folyami erőket). Záray Jeromos és Mario Speciacasa vezette őket. A tüzérséget negyven nagy kaliberű ostromágyú alkotta, s jelentős mennyiségű élelmiszert is szállítottak a hajók a Dunán.
A hadsereg Magyaróvár, Győr, Komárom és Esztergom útvonalán haladt, innen csatlakozott a magyar sereg hozzá.

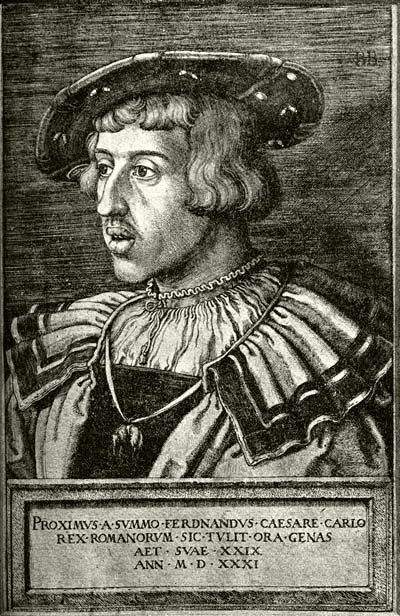
Ferdinánd

A budai várban a veszteségek után mintegy 2200-2400 magyar és szerb vitéz volt őrségben Török Bálint parancsnoksága alatt és a várfalak kijavítása is még tartott, de György barát nagy aktivitással készült a védelemre, még maga is fegyverzetet viselt. Bár a vár többi tisztje felvetette a megadást, erről a barát hallani sem akart, amit azonban később megbánt.
A védelemre ott volt Petrovics Péter, Batthyány Orbán budai várnagy, s Markos Bálint, János Zsigmond keresztapja is. Ott tartózkodott Werbőczy István, aki a török megszállás után sem hagyta el a helyét (állítólag a budai pasa meg is mérgeztette). Török Bálint ekkor még Dombóvár alatt volt.

### A harcok kezdete
Május 3-án Roggendorf megérkezett Óbudára, ahol serege tábort vert. A főparancsnok már az első nap gondokkal találta szembe magát, mert 1530-ban még egészen más volt a terep, most a megerősítési munkák miatt megváltozott a táj képe. A védművek egészen újak voltak, ez pedig tovább nehezítette az ostromot. Az Országh-palota felől egy egészen új bástyát, az Erdélyi-bástyát emelték, míg a Bécsi kapunál, a budai zsidók piacánál is kőerődítmény állt. A vízirondellánál is téglatornyot emeltek, hogy a város vízellátását védhessék. Az előző ostromoknál ugyanis a vizet tüzérségi tűz közepette szállították a várba.

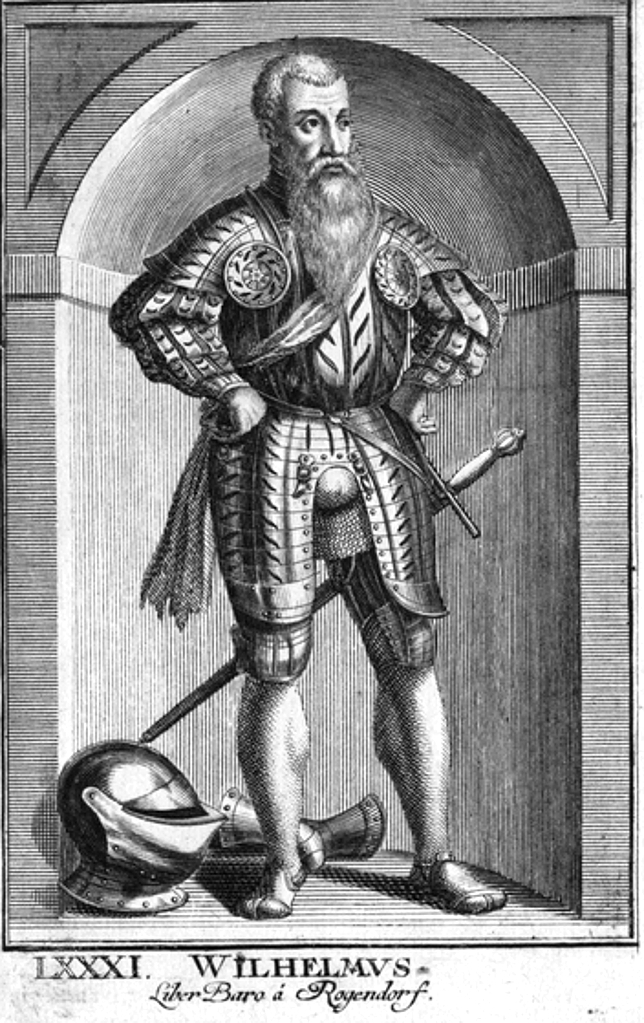
Május 3-án
Wilhelm von Rogendorf báró megérkezett Óbudára, ahol serege tábort vert

Május 4-én elindult a vár körülzárása. Mielőtt az ostrom megkezdődött volna, Von Roggendorf a táborában tartózkodó krakkói prépostot és kanonokot, valamint a felső-lengyelországi főkapitányt, Poznań parancsnokát küldte követségbe Budára. György barát magas rangú egyházi személy volt, egyúttal valamikor vezette a Jasna Góra-i kolostort is. A követek a szepességi Szapolyai-birtokok visszaadását ígérték Izabella királynénak, ha feladja Buda várát és elismeri Ferdinándot a teljes Magyarország királyának. Izabellának mindez elegendő kárpótlást jelentett volna, de a magyar vezetők elzárkóztak ettől, s György barát is nagy megvetéssel beszélt az „agg Roggendorfról.”
Az özvegy királyné azonban folytatta a titkos tárgyalásokat Von Roggendorffal, egyelőre nem Buda átadásáról, hanem arról, hogy a Habsburg-sereg táborába térhessen. Ám mindez hamar kitudódott, ami miatt a királyné két lengyel tanácsosát (akik híven segédkeztek Izabella tervének végrehajtásában) eltávolították tőle, s a város utcáin megkövezve kizavarták őket az osztrákok táborába. A királynét pedig őrizet alá helyezték. Nem is lehetett mindez titokban tartani, mert Izabella sok szekérnyi értékét is magával akarta vinni.
Pestről az ott maradt morvaországi, osztrák és magyar erők csatlakoztak az ostromló sereghez. Von Roggendorf még a napokban a váraljai külvárost (Szent Péter külvárosát) elfoglalta, amelyet György barát előzőleg kiüríttetett. Ide kétezer katonát helyeztek el a továbbiakban. Nemsokára Török Bálint visszatért Dombóvárról, és sikerült bejutnia a várba. Erőinek nagyobb része Pápán maradt, amit fia, Török Ferenc védett a Ferdinánd-párti magyaroktól. Podmaniczky János, aki szintén kitartott a Szapolyaiak mellett, Palotán harcolt egy másik Ferdinánd-párti magyar sereg ellen.
Április 4. és április 6. között Von Roggendorf kilenc ágyúval lövette a téglatornyot, hogy a vízellátásától vágja el Budát, ami sikerült is. A vár alaprajzait megszerezve elküldte őket Bécsbe, hogy a főherceg jelölje meg, melyik oldalon indítsák a főbb rohamokat. A haditanács két nagy ágyúállás tervét dolgozta ki: az egyik Perényi vezetése alá tartozott, amely a Bécsi kapu és az északkeleti szögletbástyát támadta volna, míg a másik a Gellért-hegy felől a déli nagyrondellával szemben támadott volna a főparancsnok vezetésével. Utóbbi részen a tüzérségi parancsnok Nicolaus von Leissner erős ágyúsáncokat építtetett, amelyeket körben cölöpökkel erősített meg, ahol csak két helyen volt kijárat, ezzel egy külön erődítményt létesített a budai várral szemben. Mivel számítottak török felmentőseregre, a Gellért-hegy mögött, a Madárhegyen egy harmadik ágyúállást is felállítottak a budaörsi úttal szemben, amely figyelemmel kísérte volna a török csapatok felvonulását.
A Gellért-hegyi ütegek 24 nagyobb és 4 kisebb faltörővel, valamint egy falkonnal lőtték a várat. A tüzérségi harc közepette a bátor György barát a tüzérek között járva lelket öntött katonáiba, sőt maga is kezelte az ágyúkat. A harc utáni éjszaka a várőrség azon dolgozott, hogy kijavítsa a falakon támadt réseket.
A következő napokban néhány könnyű falkon a várudvart találta el golyóival, ahol meghalt a királyné két szolgálóleánya. Az előző, alacsonyabb intenzitású ostrom miatt is megingott a királyné kitartása, ugyanakkor most is ő volt a leghevesebb híve a megadásnak.

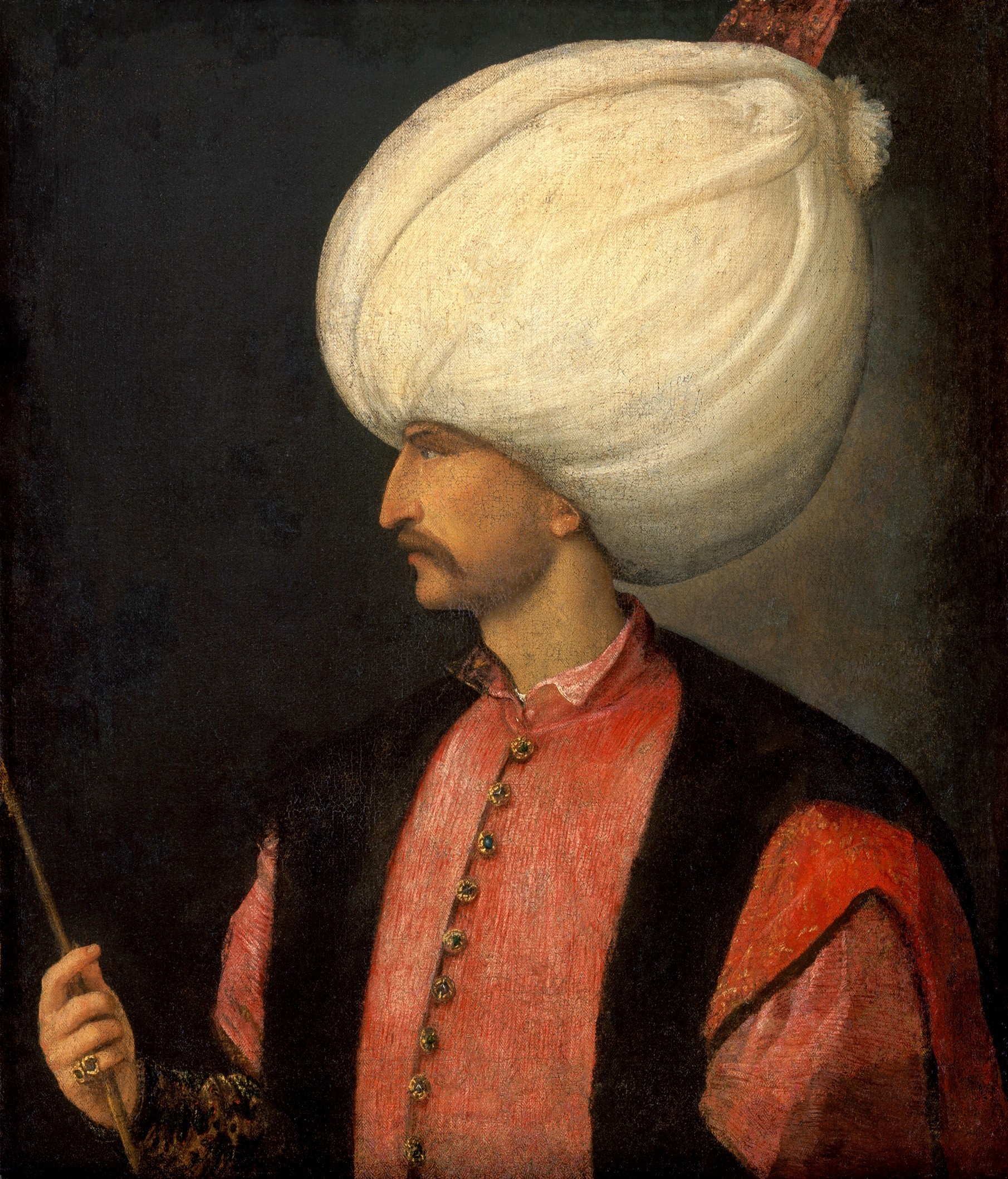
I. Szulejmán szultán

Május derekán a Gellért-hegyről beszüntették a tüzet, ehelyett a délnyugati oldalról, a zsidó temetőben emelt sáncokban helyezték el a nehéz-ostromágyúkat. Innen nagyobb romboló hatású tüzet tudtak zúdítani a Logodi kapura mintegy 150-180 méter távolságról, közel 45-50 méter mélységben. 1530-ban még végig a Gellért-hegyen tartózkodott a tüzérség, ám onnan nem ért el nagyobb rombolóhatást.
A sánc ásása közben a zsidó temetőt az osztrák katonák alaposan megrongálták, részben vallási okok miatt is. A budai zsidóság is védte tőlük a várat, mivel ismeretes volt előttük a Habsburgok antiszemitizmusa, ezért nem vártak semmi jót az osztrák uralomtól.
A vár nyugati előterében levő királyi kertekben éjjel-nappal gyalogsági harc folyt, ahol százötven magyar muskétás védekezett egy-két kisebb ágyúval. Elszántságukkal az osztrák és cseh erőket sikerült visszaszorítaniuk, míg a német hadsereg ennek láttán nem mert támadni. Végül egy tiroli zászló alatt harcoló 500 fős gyalogságnak sikerült lerohannia az állást (az itt harcoló tiroliak egy része olasz nemzetiségű volt) és lekaszabolták a magyarokat. A kert és külváros elfoglalásának nem volt katonai jelentősége, mivel a felettük álló várból leirányított muskétatűzzel az ezekről a helyekről jövő támadásokat könnyen elhárították.

### Elszalasztott roham
Június 1-jén a gyalogság rohamra készült, amelyet tüzérségi előkészítés előzött meg. A kedvező szögben elhelyezett, a zsidó temetőből tüzelő ágyúk hosszabb szakaszon beomlasztották a falakat, sőt a mögöttük álló földsáncok is megsemmisültek. Az osztrák gyalogság azonban nem mozdult, ehelyett csak ostromlétrákat készített elő, és a támadást másnapra halasztotta. Mindezen hanyagságot Von Roggendorf egyszerűen eltűrte, s ezzel lehetőséget adott György barátnak, hogy a polgárok segítségével a rést elreteszeljék, és a létrákat is elcsenjék. Másnap az ellenséges gyalogság mégis megrohanta a falat, ezzel egy időben két másik helyről is támadás indult, ahová kitűztek egy főhercegi lobogót, de a védelem ellentámadása nagy veszteségeket okozva, elsöpörte az osztrákokat, akik fejvesztve menekültek. A források szerint 224 gyalogos esett el Von Roggendorf seregéből, s azt követő éjjeli harcokban a tiroli egységek katonáiból pedig mintegy 200 olasz.
A másik támadási irány a Bécsi kapu és az Erdélyi bástya között volt, ahol Perényi ágyúinak fedezésében a magyar és cseh katonaság lendült rohamra, de ők is hasonlóan jártak mint az osztrákok.
A harmadik támadó egység a naszádosok voltak Záray vezetésével, aki a Duna felőli keleti, északkeleti összeágyúzott falakat ostromolták. Előbb a budai zsidók utcája felől, majd a Nagyboldogasszony-templom mögötti temetőnél csaptak össze, de itt is vereséget szenvedtek, és Záray is elesett.

### A vár aláaknázása
Mivel az ágyúzással nem sikerült jelentősen megbontani a falakat, ezért Von Roggendorf az akna fúrása mellett döntött. Az osztrák aknászok több helyen is lyukakat fúrtak, de a védelem hamar észrevette a szándékot, s a nagybányai bányászok ellenaknákkal elhárították a támadást. Ez annyira felbátorította a védőket, hogy megrohanták az osztrákok ágyúsáncait is. De György barát és a királyné, valamint a városi bírók között meghasonlás támadt, mert utóbbiak a megadás mellett törtek lándzsát. A viszályt azonban a tehetetlen Von Roggendorf szerencséjükre nem tudta kihasználni.
Június derekára megfogyatkoztak a vár élelmiszerkészletei, ezért lóhúst ettek. A vízből is hiány volt, mert az éjszakai hordás is igen veszélyesnek bizonyult. Az éhezés miatt járvány tört ki és feljegyzések szerint már csak 1200 embere maradt György barátnak.
Az éhező és beteg polgárok követelték a megadást, amelyet tetézett Izabella királyné egyre erősebb késztetése. Kérte is György barátot, hogy engedje el fiával, s minden más értékét itt hagyja a várban, de a barát még szorosabb felügyelet alá vonta őket egy pincében.

### A török elindul
Hamarosan levél érkezett Szulejmán szultántól, hogy tartsanak ki, mert a nagyvezír vezetésével nemsokára a segítségükre jön. Ez az üzenet a városi vezetést és a polgárságot azonban csak nyugtalansággal töltötte el. Attól féltek ugyanis, hogy Fráter György a szultánért harcol és az ő vazallusaként akar uralkodni az országban.
Izabella a fogságából megüzente, hogy a tanács maga intézkedjen a megadásról, pontosabban arról, hogy Budát keresztény uralkodónak adják át és ne egy pogány foglalhassa el.
Éjjel titokban kiment egy követ Von Roggendorf táborába, de a főparancsnok csak úgy volt hajlandó belemenni az ajánlatba, ha azt előbb a főherceg is jóváhagyta volna.
Délen a szerémségi török sereg Mehmed szendrői bég vezetésével azt a parancsot kapta, hogy induljon Buda megsegítésére. Azonban a sereg még húsz napot vesztegelt a Szerémségben, majd a Duna mentén. Őket fogadta Török Bálint, aki Dombóvárról épp Budára igyekezett.
A szendrői bég közeledtének hírére Von Roggendorf haditanácsot tartott, az esetleg visszavonulásról, de teljesen passzív maradt. A visszavonulást elutasította, mert azt csak Ferdinánd parancsára kívánta megtenni, e célból pedig Niklas Salmot elküldte Bécsbe.

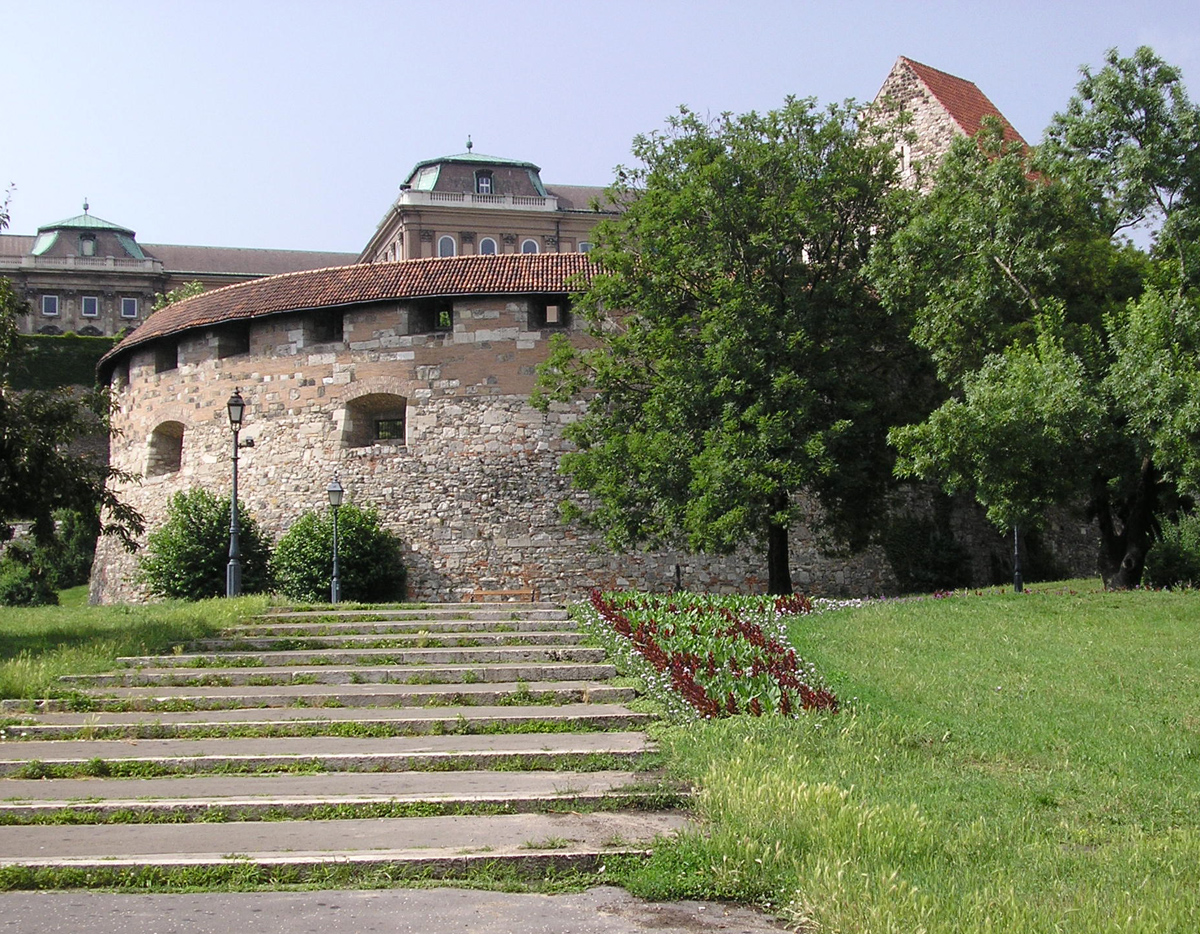
A budai vár egyik rondellája

Június 10-én a szendrői bég megérkezett Kelenföldre, ahonnan ajándékot küldött Izabella királynénak.
Von Roggendorf ekkor a Gellért-hegy és a vár között összevonta csapatait, hogy onnan hárítsa el a szendrői bég felmentő akcióját. A Dunán hidat is veretett, hogy a pesti oldalon állomásozó Varkócs György katonáival érintkezésben maradjon, de egy vihar a hidat elpusztította.
A szendrői bég katonáinak egy része átkelt a Csepel-szigetre, amelyet a dunai hajóhad nem gátolt meg. Az északi csúcson ágyúsáncot hozott létre, egy aránylag jó terepen. Innen figyelemmel kísérhették az ostromot, és hatékonyan elejét vehették volna annak, hogy a Ráckevénél álló oszmán hajókat az osztrák folyami flotta megtámadja. Török Bálint révén részletes és jó információkkal bírtak az ellenség létszámáról és felkészültségéről, aki üzenetet küldött Perényinek is, hogy a magyar haderővel vonuljon vissza, és ne harcoljon a honfitársai ellen.
A törökök jelenléte bátorítólag hatott a várvédőkre, bomlasztólag az ostromlókra. A Habsburg-katonák féltek attól, hogy netán a várvédők és a török két tűz közé szorítja őket. A Gellért-hegyi, madár-hegyi és dunaparti ütegek tűzharcot vívtak a törökökkel, míg Von Roggendorf a török portyázók ellen a német lovasoknál hatékonyabban küzdő magyar lovasságot küldte, akik hetekig vívtak kisebb csatákat.

### Kudarcba fulladt bevonulás
Miután a főparancsnok felhatalmazást kapott Ferdinándtól, megállapodott Izabella királynéval, hogy titokban hatszáz magyart és egy zászlóalj osztrákot beküld a várba az éj leple alatt. A június 14-én éjjel Budára osonó csapat azonban nem magyarokból, hanem két teljesen német nemzetiségűekből álló zászlóaljból állt, mert Von Roggendorf nem bízott a saját magyar katonáiban sem. Az osztrákok azonban nem voltak valami jól tájékozottak és beszédjükről felismerték őket. Erre a polgárok és az őrség együtt rohanta meg a betolakodókat, s valamennyiüket lekaszabolták.
Az osztrákok előtt a kapukat megnyitó és a tárgyalásokban részt vevő Bornemissza Tamás, Bornemissza Gergely, Drailinger Tamás, Palczan Péter, Korcsolyás Péter és néhány más tanácstag a várból Von Roggendorf táborába szökött.
A kudarc után Von Roggendorf úgy döntött, hogy inkább kiéhezteti a várat, noha bőséges élelmiszerkészlet mellett, nagy mennyiségű lőszere is volt, ezért a tüzérségi tüzet fenntarthatta volna, de az osztrák ütegek a továbbiakban hallgattak.
Bár az altisztek sürgették, nem vezényelt egyszer sem rohamot, ehelyett a blokádot vonta szorosabbra. Harc híján legfeljebb a készletek kimerítésével gyengíthette volna az ellenséget. Ez a hosszú tétlenkedés azonban már magában hordozta a döntő vereséget.

### Szulejmán elindul
Június 19-én Isztambulból elindult a szultáni had, először csak tizenötezer emberrel, majd a hozzácsatlakozó ruméliai és anatóliai seregekkel folytonosan nőtt a létszám. Szulejmán azért halogatta eddig a hadjáratot, mert nem akarta országa hátát kockáztatni. Ferdinánd ugyanis segélykérő követeket menesztett Perzsiába is, hogy az támadja meg Mezopotámiában és Kis-Ázsiában Szulejmánt. Mivel V. Károly vezetésével a spanyol armada rárontott Észak-Afrikára is, ezért oda is csapatokat kellett irányítania. Egy másik török sereg IV. Péter moldvai vajdával Fogarasnál Majláth István ellen vonult, akit el is fogtak és a Héttoronyba vittek. A hónap végén Khoszrev pasát Nándorfehérvár alá rendelték, hogy készítsen hidat a Száván.

### Harcok Buda alatt

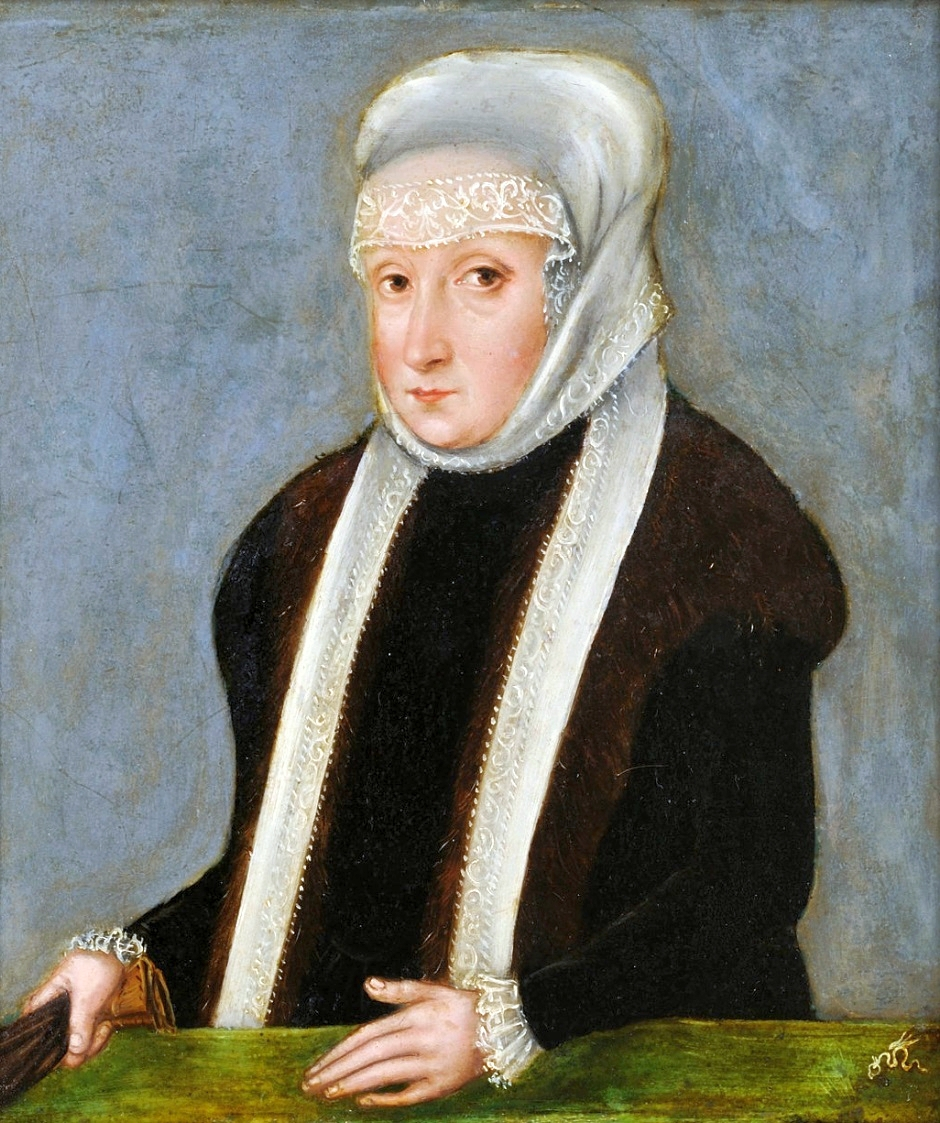
Izabella királyné, a határozatlan asszony

Július 3-án Török Bálint vezetésével nagyszabású kitörést hajtott végre a budai őrség és az ellenség soraiból vagy kétszáz embert leterített, s élelmiszert tudott a várba juttatni.
Az osztrák sereg másik része a Csepel-sziget környékén is le volt kötve, ahonnan a szultánt várták. Jól megerősített tábort építettek ki, amelyet mély árkokkal ellátott sáncok védtek, így az osztrák gyalogság kivédhette a szendrői bég lovasságának támadásait is, míg a német lovasság heves harcot vívott velük a sáncon kívül.
A Duna néhány szigetén is létesített hevenyészett erősségeket az ostromló sereg, amelyek a tábort védték. A Gellért-hegy lábánál levő ágyúk pedig támogatták a német lovasságot a törökök elleni harcban.
Július végén a szultáni sereg átkelt a Száván, de lassú menetben haladt Buda felé, míg a szendrői bég tovább harcolt Von Roggendorf katonáival, tovább készítve a terepet a vár felmentéséhez. A törökök nem egy esetben Buda közvetlen közelébe is elértek, ahonnan a kitörő magyarok is segédkeztek nekik. Egy-egy ilyen akció félelembe hozta az osztrákokat, akik azt hitték, hogy a felmentő támadás már elindult.
Egy augusztus közepén történt kirohanáskor Török Bálint megpróbálta jobb belátásra bírni a Von Roggendorf mellett harcoló magyarokat, hogy mihamarabb vonuljanak vissza, mert különben Szulejmán fegyvereitől fognak elveszni.

### Az utolsó támadás
Augusztus 20-án indult az utolsó csata Budáért a védők és az ostromlók között.
A törökök Csepel felől támadtak Perényi erőire, mire az majdnem egy tonna lőport szétszórt a magyar sáncok előtt. Mihelyst a török lovasság odaért, a puskaport meggyújtották és az így keletkező tűzben az oszmánok megzavarodtak, s a rohamra lendülő magyar lovasság végigkaszált köztük.
Török Bálint vezetésével a Gellért-hegy alatt ötórás harc bontakozott ki a sáncokért, amit nehezített, hogy Pestről az ottani ágyúk támogatták a sáncot védő osztrákokat.
A Duna egyik kis szigetén az Ónoson az ott állomásozó cseh és német erőket támadta meg egy csapat janicsár és aszab. Az itt létesített hevenyészett erődítmény egyszerre figyelte és biztosította a Duna menti terepet, de a törökök észrevették, hogy a cseh és német katonák nem teljesítik megfelelően az őrszolgálatot, ezért sebtében rajtukütöttek. A szigetét védő 700 katonát lekaszabolták a törökök. A Habsburg folyami erők Speciacasa vezetésével rajtaütést kiviteleztek az Ónos ellen, ahol a törökök épp az ágyúk elvontatásával és a fosztogatással voltak elfoglalva. A váratlan támadáshoz a cseh, magyar és német erők is csatlakoztak, s az oszmánok félezer halottat hátrahagyva menekültek el.
Az Ónoson végbement harcok után a folyami had még kemény csatákat folytatott a török hajókkal, sokat el is süllyesztett, vagy elfoglalt.
Az augusztus 21-én tartott haditanácson Perényi javasolta Von Roggendorfnak, hogy indítsanak összehangolt és kidolgozott támadást a kelenföldi és az attól délre táborozó törökök ellen, s ha lehet semmisítsék meg még a szultán megérkezése előtt a szendrői béget. A főparancsnoknak a német birodalmi sereg ígért erősítéseket, ezek érkezését tehát be akarta várni, azonban a szultáni sereg már nem járt messze. Mehmed bég ellenben tovább vezette támadásait, míg Von Roggendorf húzódozott, bár az osztrák tüzérség fölénye miatt a bég felmenteni egymaga nem tudta a várat.

### A vég

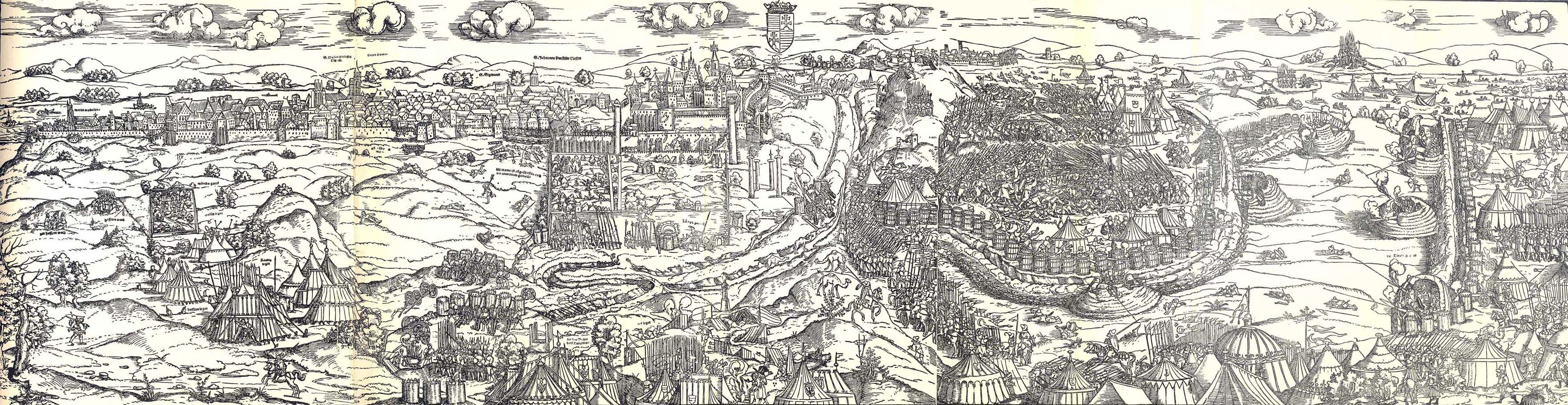
Buda ostroma 1541-ben (Erhardt Schön metszete)

Von Roggendorf a pesti oldalra hajóhídon próbálta átterelni a seregét. Perényi ekkor valamilyen ürüggyel elment, ami zavart okozott és megbontotta a rendet. A törökök észrevették mindezt és azonnal rajtuk ütöttek. Csatlakoztak hozzájuk a várbeliek lovasai is, és heves közelharcban súlyos, megalázó vereséget mértek rájuk. Több folyami hajó elsüllyedt, és hétezer katona is holtan maradt a Duna partján a hadfelszereléssel együtt,  és Von Roggendorf is súlyosan megsebesült.
Perényi követelte, hogy haladéktalanul vonuljanak vissza. Mivel egyre fenyegetőbb hírek érkeztek, ezért Von Roggendorf kiadta a visszavonulásra való parancsot. A sereg átkelt a pesti oldalra, de még aznap megjöttek az ígért csehországi és németországi erősítések, akik nem értettek egyet Von Roggendorf döntésével, de nem szegültek ellene. Varkócs György és testvére Varkócs Tamás, valamint Balthasar von Pucheim vezetésével indult el az átkelés, ami azonban tüzérségi biztosítás nélkül maradt. György barát azonnal üzenetet küldött a szendrői bégnek, aki két hadoszlopban, a Gellért-hegy körül támadott. A budai őrség megmaradt csapatai is bekapcsolódtak a támadásba, de inkább a törökök harcoltak az osztrákokkal, míg előbbiek az üresen hagyott budai tábort perzselték fel. A tűz által megvilágított visszavonulók ki voltak téve a török seregnek és a Dunán is hevesen támadtak a török hajók. A Habsburg-flotta megmenekült, de a németeket és a cseheket irgalmatlanul lemészárolták. A budaiak magyar honfitársaik segítségére siettek, és őket mentették a pusztulástól. A szultán csapatai még időben érkeztek és bekapcsolódhattak a mészárlásba. A sebesült Von Roggendorf néhány nap múlva meghalt Komáromban.

## A veszteségek
A három hónapos kimerítő ostrom és a borzalmas csata után a Habsburg-sereg gyakorlatilag megsemmisült. Az augusztus 21-i támadáskor hétezer, míg a visszavonulás közben zajlott harcban összesen 16 ezer katona maradt holtan a csatatéren. Csaknem 36-40 löveg és mintegy 50 hordó lőpor, a teljes tábori felszerelés is a törökök kezére került. Von Roggendorf seregének magyarjai szerencsére megmenekültek, köszönhetően állhatatos honfitársaiknak. Mindez már megváltozott körülményekre utal, mert míg a magyar belháborúban az ország fiai ádáz küzdelmet folytattak egymással, most okulva a széthúzásból, megmentették az ellenség oldalán harcoló magyar sereget a pusztulástól.
A Habsburg-haderőnek már volt részese ugyanilyen vereségben alig néhány éve a diakovári csatában, ahol kisebb török várbeli erők teljesen megsemmisítették I. Ferdinánd hadát. Különös véletlen, hogy a törököket itt is az a szendrői bég vezette, aki Diakovárnál is diadalmaskodott.

## A következmények
Augusztus 22-én a török flotta kikötött Pesten, de a várost üresen találta. A sebesülteket szállító hajó utasai azonban rátörtek a polgárok házaira és fosztogattak. Közöttük csehek, magyarok és németek voltak. A törökök késlekedés nélkül nekik estek. A pesti polgároknak viszont sikerült elűzniük hat török naszádot, míg 800 magyar huszár a búzapiacról kiszorította a fosztogató törököket, de nem sokáig állhattak ellen a túlerőnek.
Miután a Habsburg-sereg teljesen elmenekült további zsákmányt szerezhetett a felmentősereg: nyolc ostromágyú, hatvan hordó ólmot, háromszáz hordó lőport, 1600 zsák lisztet, ezer mérő zabot, nagy mennyiségű posztót, s az osztrák hadipénztár vagyonát. Csupán a tüzérségi felszerelés hatszázezer forint értékű volt, s az ütegek is gyakorlatilag az akkori osztrák hadsereg gyöngyszemei voltak.
Augusztus 26-ról 27-re a szultán bevonult Óbudára, ahol a bomló holttestek látványa fogadta. Üdvözlésére megjelent Petrovics Péter, Török Bálint és György barát, ajándékul hatszáz cseh és német foglyot adtak át neki. A nap „fénypontja” az volt, hogy a szultán sátra előtt a foglyokat egyenként lefejezték. A foglyok között volt Von Pucheim és az egyik cseh parancsnok Melchior Borzica, akik elkerülték a halált.

### Oda Buda!
Az egész oszmán hadsereg szinte bekerítette Budát, s szultánnal jött tatár csapatok pedig felégették Buda környékét, valamint Esztergom, Székesfehérvár, sőt Nyitra vármegye vidékeit is. Amikor a szultán meggyőződött arról, hogy a király még gyermek (és biztosan az özvegy királyné fia), ezért nem politizálhat önállóan, döntő lépésre szánta el magát. Nem bízott többé magyar szövetségeseiben és augusztus 29-én sátrába hívta az özvegy királynét és a főurakat. Mialatt azok távol voltak a szinte őrség nélkül maradt várat janicsáregységek szállták meg, és ez a török uralom kezdetét jelentette Magyarországon.
Hadi elemzések szerint György barát annyira megerősítette Budát, hogy a tehetetlen Von Roggendorfnak esélye sem lett volna a vár bevételére. Ha azonban mégis sikerül, s Von Roggendorf kamatoztatni tudta volna az előnyöket, akkor Szulejmán el se foglalhatta volna a fővárost. Szulejmánnak már kétszer kezében volt Buda. Bölcs uralkodó lévén mérlegelte a helyzetet, és most a harmadik lehetőséggel élve hatalmába kerítette.